# Plácido Domingo Ferrer

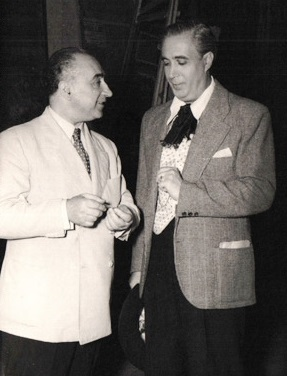
Plácido Domingo Ferrer, rechts

Plácido Domingo Ferrer (* 25. Mai 1907 in Saragossa; † 22. November 1987 in Mexiko-Stadt) war ein spanischer Zarzuelasänger (Bariton) und der Vater des Operntenors Plácido Domingo.
Domingo war ein erfolgreicher Zarzuelasänger in Spanien. Bereits 1940 trat er mit seiner künftigen Ehefrau Pepita Embil in Federico Moreno Torrobas Sor Navarra auf. 1946 blieben beide nach einer Tournee in Mexiko. Sie ließen sich in Mexiko-Stadt nieder und wurden mexikanische Staatsbürger. Beide leiteten 35 Jahre lang die Domingo-Embil Company und unternahmen mit ihr internationale Tourneen.